# Diocesi di Antiochia Minore
La diocesi di Antiochia Minore (in latino Dioecesis Antiochena Parva) è una sede soppressa del patriarcato di Antiochia e una sede titolare della Chiesa cattolica.

## Storia
Antiochia Minore, identificabile con le rovine nei pressi di Güneyköy, 20 km. a sud-ovest di Gazipaşa, nel distretto omonimo in Turchia, è un'antica sede episcopale della provincia romana di Isauria nella diocesi civile d'Oriente. Faceva parte del patriarcato di Antiochia ed era suffraganea dell'arcidiocesi di Seleucia, come attestato da una Notitia episcopatuum del patriarcato datata al VI secolo.
Sono cinque i vescovi noti di questa antica diocesi: Antonio partecipò al concilio di Nicea del 325. Teodosio fu presente al primo concilio di Costantinopoli nel 381. Acacio fu rappresentato al concilio di Calcedonia nel 451 dal suo metropolita Basilio di Seleucia e nel 458 sottoscrisse la lettera dei vescovi dell'Isauria all'imperatore Leone in seguito all'uccisione del patriarca Proterio di Alessandria. Zaccaria prese parte al concilio in Trullo nel 691-692 e Teofane infine assistette al concilio di Costantinopoli dell'879-880 che riabilitò il patriarca Fozio di Costantinopoli.
Per un certo periodo, dopo l'occupazione araba di Antiochia, l'Isauria fu annessa al patriarcato di Costantinopoli. La diocesi di Antiochia Minore appare nelle Notitiae Episcopatuum di questo patriarcato nel X e nel XIII secolo.
Dal 1933 Antiochia Minore è annoverata tra le sedi vescovili titolari della Chiesa cattolica; la sede è vacante dall'11 aprile 1964.

## Cronotassi

### Vescovi greci
- Antonio † (menzionato nel 325)
- Teodosio † (menzionato nel 381)
- Acacio † (prima del 451 - dopo il 458)
- Zaccaria † (prima del 691 - dopo il 692)
- Teofane † (menzionato nell'879)

### Vescovi titolari
- Jacques-Eugène-Louis Ménager † (23 giugno 1955 - 7 dicembre 1961 nominato vescovo di Meaux)
- André-Jean-Marie Charles de la Brousse † (26 gennaio 1962 - 11 aprile 1964 succeduto vescovo di Digione)